# کلج آباد
کلج آباد یک روستا در ایران است که در دهستان چورزق واقع شده‌است. کلج آباد ۲۱۲ نفر جمعیت دارد.
مردم این روستا به زبان ترکی آذربایجانی سخن میگویند